# Tlogorejo (Pagak)
Tlogorejo is een bestuurslaag in het regentschap Malang van de provincie Oost-Java, Indonesië. Tlogorejo telt 5421 inwoners (volkstelling 2010).